# Espace urbain d'Aurillac
Cet article court présente un sujet plus développé dans : Espace urbain.
L’espace urbain d'Aurillac est un espace urbain centré sur la ville d'Aurillac. Par la population, c'est le 49e  des 96 espaces urbains français en 1999, il comporte alors 30 communes.